# Gentianella antipoda
Gentianella antipoda là một loài thực vật có hoa trong họ Long đởm. Loài này được (Kirk) T.N.Ho & S.W.Liu mô tả khoa học đầu tiên năm 1993.